# Joe Szura
Joseph Boleslaw Szura (Fort William, 18 dicembre 1938 – Thunder Bay, 13 ottobre 2006) è stato un hockeista su ghiaccio canadese.

## Carriera
Joe Szura crebbe giocando per tre stagioni in una formazione giovanile della propria città natale, Fort William. Dal 1952 fino al 1962 militò per alcune formazioni affiliate ai Montreal Canadiens nella Eastern Professional Hockey League, lega professionistica minore canadese.
La svolta nella sua carriera giunse con il trasferimento in American Hockey League presso i Cleveland Barons, squadra con cui vinse una Calder Cup nel 1964 oltre ad entrare due stagioni più tardi nel First All-Star Team della lega. Nell'estate del 1967 i diritti su Szura, allora detenuti dai Canadiens, vennero ceduti durante l'NHL Expansion Draft agli Oakland Seals, una delle sei nuove franchigie della National Hockey League.
Fino al 1969 Szura collezionò 97 presenze in NHL, mentre nelle tre stagioni successive fino al 1972 fece ritorno in AHL con le maglie dei Providence Reds e dei Baltimore Clippers. Nell'estate del 1972 Szura si trasferì nella World Hockey Association, lega professionistica rivale della NHL in cui militò per due stagioni con i Los Angeles Sharks e gli Houston Aeros di Gordie Howe, formazione con cui vinse l'Avco World Trophy.
Szura si ritirò nel 1975 dopo un anno trascorso in NAHL. Morì nel 2006 a 76 anni di età.

## Palmarès

### Club
- Avco World Trophy: 1

Houston: 1973-1974
- Calder Cup: 1

Cleveland: 1963-1964

### Individuale
- AHL First All-Star Team: 1

1965-1966